# ایگناسیو رودریگس (بازیکن بسکتبال)
ایگناسیو رودریگس (اسپانیایی: Ignacio Rodríguez‎؛ زادهٔ ۲ سپتامبر ۱۹۷۰) بازیکن بسکتبال اهل اسپانیا بود.
از باشگاه‌هایی که در آن بازی کرده‌است می‌توان به باشگاه بسکتبال مالاگا و باشگاه بسکتبال بارسلونا اشاره کرد.